# كفر شاويش
قرية كفر شاويش هي إحدى القرى التابعة لمركز فاقوس في محافظة الشرقية في جمهورية مصر العربية. حسب إحصاءات سنة 2006، بلغ إجمالي السكان في كفر شاويش 6646 نسمة، منهم 3340 رجل و3306 امرأة.